# IJzeren Ereteken voor Strijders
Het IJzeren Ereteken voor Strijders (Duits: "Krieger-Ehrenzeichen in Eisen") werd op 3 maart 1917 door groothertog Ernst Lodewijk van Hessen-Darmstadt ingesteld voor verdienste tijdens de oorlog.

## Voorwaarden voor toekenning
Om voor het ereteken in aanmerking te komen moest men aan vier voorwaarden voldoen;
- Men moest Hessisch onderdaan zijn
- Men moest het IJzeren Kruis dragen
- Men moest al met de "Hessische Tapferkeitsmedaille" zijn onderscheiden.
- Men moest aan front gewond zijn geraakt.

Aan dit laatste criterium dankt de onderscheiding de bijnaam "Blutiger Ludwig".

## Achtergrond
De onderscheiding heeft maar kort bestaan en is in totaal niet vaker dan 2000 maal toegekend. Desondanks zijn er zeker uitvoeringen van bekend.
In 1917 waren metalen schaars geworden in het door een blokkade geïsoleerde Duitsland. Daarom werd voor deze onderscheiding weinig of geen zilver gebruikt maar ijzer. IJzer had in Duitsland al sinds de napoleontische oorlogen een symbolische waarde gekregen als teken van opofferingsbereidheid. Men zag af van zilver om de oorlogseconomie te steunen en koos ijzer dat aan de strijd herinnerde. Zo ontstond in 1813 ook het "IJzeren Kruis".
Het kleinood is een zilverkleurig groothertogelijk monogram binnen een groengeverfde lauwerkrans. De kroon boven het monogram doet Engels aan, de Hessische groothertogen waren nauw verwant aan de Britse koningen, en onder het monogram staat het getal "25" dat herinnert aan het zilveren jubileum dat de groothertog in 1917 vierde.
De onderscheiding werd niet aan een lint gedragen. Het is een "steckabzeichen", verwant aan het in Duitsland gebruikelijke "Steckkreuz" dat als een broche midden op de borst werd gedragen.

## Varianten

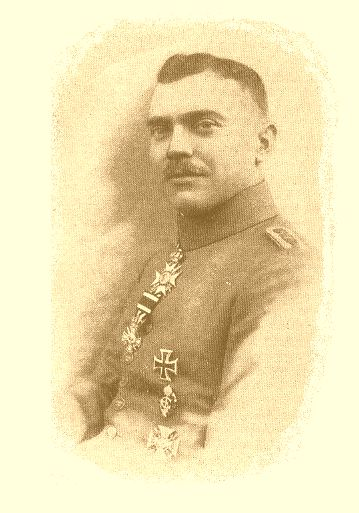
Prins Ferdinand van Solms-Hohensolms-Lich rond 1918 met het ereteken op de borst.

De onderscheiding bestaat in één enkele graad. Er zijn echter, misschien door materiaaltekorten, de volgende uitvoeringen bekend.
- In zilver en zwart gemaakt ijzer[3]
- In verzilverd ijzer en zwart gemaakt ijzer[4]
- In zwart gemaakt ijzer en zink met gesp
- In een model uit 1957 dat vervaardigd werd toen de Bondsrepubliek de draagwijze van oude orden en eretekens vastlegde. Dit ereteken is van glanzende tombak met een smalle pin.
- Een exemplaar uit 1917 - 1918 uit ijzer en tombak
- Een exemplaar uit 1917 - 1918 uit geverfd koper en tombak
- Ereteken uit één stuk metaal
- Ereteken met schroefdraad. Bij dergelijke eretekens werd een grote platte moer aan de binnenkant van het uniform vastgemaakt.

Er zijn brede, smalle. L-vormige en concave gespen terwijl ook de vorm van het oog op de achterzijde varieert.
Duitse militairen droegen een onderscheiding als deze dagelijks. Op burgerkleding kon een zilveren miniatuurspeld worden gedragen en op een rokkostuum droeg men het modelversiersel.